# 拉法葉 (伊利諾伊州)
拉法葉（英語：La Fayette）是位於美國伊利諾伊州斯塔克縣的一個村落。

## 地理
拉法葉的座標為41°06′35″N 89°58′25″W / 41.10972°N 89.97361°W，而該地最高點為海拔高度242米（即794英尺）。

## 人口
根據2010年美國人口普查的數據，拉法葉的面積為0.49平方千米，當中陸地面積為0.49平方千米，而水域面積為0.00平方千米。當地共有人口223人，而人口密度為每平方千米455人。